# 金幢教
金幢教，又稱金堂教、金幢派，是台灣齋教之一支，清治乾隆年間傳入台灣。

## 歷史
金幢教是王佐塘於萬曆年間所創，開教始祖王佐塘，號「太虛老爺」。台灣金幢教之祖為三祖蔡文舉，俗稱「蔡阿公」。台灣另有「翁公」一派，始祖為翁永峰。

## 齋堂一覽

### 蔡阿公派
- 新竹香訫堂
- 員林增盛堂
- 台南西德堂

### 翁公派
- 布袋金華山堂
- 台南西華堂

## 註解
1. ↑  張崑振《台灣的老齋堂》，遠足文化，2003年